# السلع (أبو ظبي)
مدينة بعيا السلع تقع في أقصى الطرف الغربي من دولة الإمارات العربية المتحدة، فهي تبعد عن حدود السعودية حوالي عشرين كم فقط وهي آخر المدن الصغيرة المأهولة بالسكان وتطل على الخليج العربي وتبعد عن أبو ظبي العاصمة مسافة 350 كم ومن مدينة الرويس 100 كم وتتمتع بجو صحي هادئ.

## تسميتها
تعرف باسم (بعيا السلع)، ويقال أن سبب التسمية يرجع إلى وجود بئر بعيا فيها. وقريبًا منها يوجد منفذ الغويفات البري والرئيسي الذي يربط دولة الإمارات مع العالم الخارجي عبر المملكة العربية السعودية. ومن خلاله تستقبل الدولة القادمين براً إليها، وتودع المغادرين منها. كما تدخل وتخرج الكثير واردات الدولة وصادراتها.

## الخدمات
عملت الدولة على تلبية احتياجات أبناء السلع فبنت لهم المساكن الشعبية، ووفرت لهم كافة المرافق الخدمية في مجالات الصحة والتعليم والبيئة إضافة إلى الخدمات الترفيهية والتجارية. كما عملت على ربط أطراف المدينة بشبكة حديثة من الطرق الداخلية، وبشبكات أخرى للطاقة ومياه الشرب والصرف الصحي.

## نشاط سكانها
يتنوع نشاط أبناء المدينة ما بين الزراعة وتربية المواشي وخاصة الإبل إلى صيد السمك والعمل بالوظائف الحكومية المختلفة

## خدماتها
تعد بوابة الدخول والخروج البري الوحيد الذي يربط بين الدولة للشقيقة المملكة العربية السعودية، بها ميناء بحري، شوارعها معبدة ومضاءة وبها حديقة عامة ومستشفى حكومي إلي جانب استراحة وميدان لسباق الهجن وبها معهدا لتحفيظ القرآن الكريم بها مساكن حديثة وفروع لعدد من البنوك وسائل المواصلات البرية متوفرة بها تضم(6) مدارس حكومية إضافة إلى روضة أطفال وفرع لجمعية المرأة الظبيانية(مؤسسة التنمية الأسرية حاليا) كما تتوفر بالمدينة عدد كبير من المؤسسات العاملة بها في مجالات عديدة، كما تتوفر بها العديد من المؤسسات الخدمية والتعليمية الخاصة، ومن أهمها لونا للحاسب الآلي وتكنولوجيا المعلومات والتي تعد أول مؤسسة في هذا المجال بالمنطقة، وقد أخذت على عاتقها بناء مجتمع تكنولوجي جديد بالمدينة، وذلك لخدمه أهالي المنطقة بعد التطور الهائل لاستخدام الحاسوب وتكنولوجيا المعلومات وغيرها من المؤسسات التي انشأت بعد ذلك، وجاري الآن تجميل المدينة وتجديد أماكن انتظار السيارات بوسط المدينة والشارع العام وينتطر السلع مستقبل باهر بعد تنفيذ عده مشاريع في القريب العاجل.
وفي عام (2010) تم وضع حجر الأساس لإنشاء مستشفى السلع الجديدة والان وفي (2012) بدأ العمل في إنشاءها كما يتم الآن التحضير لإنشاء فرع لشركة ادنوك البتروليه لتقديم خدماتها لاهل السلع وبالفعل في عام (2015) تم افتتاح لفرع لشركه ادنوك لتقديم خدمات بتروليه وغسيل السيارات وتغيير الزيوت وفحص السيارات ومن المنتظر افتتاح مستشفى السلع الجديد هذا العام (2016

## ميناء السلع
يحتضن ميناء السلع أكبر مرسى عام في إمارة أبوظبي، ويدعم قطاعات النفط والغاز ويناول البضائع المدحرجة وبضائع الشحن العام، بالإضافة إلى دوره المحوري في دعم قطاع الصيد المحلي

## ثرواتها
دلت الدراسات الجيولوجية على أن منطقة السلع وما حولها تعتبر من أغنى مناطق الدولة بالجبس الأبيض. وقد زار الشيخ زايد –- عام 1977 منطقة السلع وأمر بإنشاء 45 مزرعة ومدرستين ومستشفى وتم توزيع 80 مسكنا على المواطنين.

## مواقع خارجية